# Hitzewelle und Waldbrände in Südeuropa und der Türkei 2021
Die Hitzewelle und Waldbrände in Südeuropa und der Türkei 2021 begannen in der ersten Juliwoche 2021 in Südeuropa. Ursache der besonders großen Hitze war der Scirocco (ein heißer Wind aus südlichen bis südöstlichen Richtungen, der von der Sahara kommend über das Mittelmeer weht). Die Hitzewelle wird als Folge des Klimawandels diskutiert.

## Ursachen

### Wetterlage
Ende Juli veränderte der Jetstream seine gewohnte Bahn über Westeuropa und verlief weiter südlich, was zur Entwicklung eines Hochdruckgebiets über dem südlichen Balkan und einem allmählichen Temperaturanstieg führte. Gleichzeitig begünstigte diese atmosphärische Zirkulation den Transport feuchter und warmer Luftmassen in den Alpenraum, was in Norditalien, der Schweiz und Österreich zu hohen Niederschlagsmengen und teilweise zu lokalen Überschwemmungen führte. Regenwetter und für die Saison niedrigere Temperaturen kennzeichnete die Wetterlage für das restliche Mittel- und Nordeuropa. In der letzten Juliwoche verstärkte sich das Hochdruckgebiet über dem südlichen Balkan und Griechenland, was einen weiteren Temperaturanstieg bis in die ersten Augusttage zur Folge hatte. Dabei wurde die vom Nationalen Observatorium Athen für den 2. August prognostizierte Maximaltemperatur von 45 °C an mehreren Wetterstationen übertroffen.

### Globale Erwärmung
Die globale Erwärmung hat im Mittelmeerraum deutlich stärkere Auswirkungen als im weltweiten Durchschnitt. Die Temperaturen in der Region sind inzwischen etwa 1,5 Grad höher als im vorindustriellen Zeitalter. Der globale Temperaturanstieg im selben Zeitraum lag bei durchschnittlich 1,1 Grad. Dadurch kommt es gemäß Forschungen über Waldbrände und dem neuesten Bericht des Weltklimarates immer mehr zu Phasen von so genanntem «Feuerwetter» mit trockenen, heißen und windigen Verhältnissen. Die Wissenschaftler warnen auch vor einem Massensterben der Meeresfauna, vor mehr und immer häufigeren Hitzewellen, mehr Dürreperioden und häufigeren Stürmen.

## Betroffene Staaten
| Staat                             | Anzahl |
| --------------------------------- | ------ |
| Albanien                          | 1      |
| Bulgarien                         | 2      |
| Türkei                            | 8      |
| Insgesamt (Stand: 5. August 2021) | 11     |

### Frankreich
In Südfrankreich wurden tausende Anwohner und Touristen evakuiert, nachdem mehrere Waldbrände infolge großer Dürre und einer vorangegangenen Hitzewelle außer Kontrolle geraten waren. Unter anderem wurden 12 Campingplätze evakuiert. Mit Stand 17. August waren mehr als 5000 Hektar Wald verbrannt, rund 900 Feuerwehrleute kämpften gegen die Brände. Eingesetzt wurden auch zehn Löschflugzeuge und drei Löschhubschrauber. Mindestens 22 Menschen wurden verletzt, von denen 19 eine Rauchgasvergiftung erlitten.

### Griechenland
Als Hitzewelle wird in Griechenland ein Zeitraum von mindestens drei aufeinanderfolgenden Tagen mit Temperaturhöchstwerten von 37 °C und Temperaturtiefstwerten von 26 °C definiert. Der Zustrom sehr heißer Luftmassen von Nordafrika nach Griechenland während der Sommermonate ist ein weit verbreitetes Phänomen. Allerdings hat in den vergangenen vier Jahrzehnten die Anzahl von Hitzewellen in Griechenland zugenommen. Im Zeitraum von 1981 bis 2021 gab es zehn länger anhaltende Hitzeperioden von mindestens 8-tägiger Dauer, davon erstmals zwei im Jahr 2007.
Nach aktualisierten Daten des Europäischen Waldbrandinformationssystem (EFFIS) mit Stand vom 12. August vernichteten die Brände in Griechenland innerhalb von zwei Wochen seit dem 29. Juli eine Fläche von mehr als 1000 km² Wald und Kulturland. Seit den Waldbränden von 2007 mit mehr als 2500 km² sowie 77 Todesopfern sind sie damit die zweitgrößten Waldbrandschäden. Im gleichen Zeitraum von 2008 bis 2020 belief sich die durchschnittliche jährliche Schadensfläche auf etwa 27,5 km². Seit Jahresbeginn 2021 waren mit Stand vom 12. August nahezu 1.143 km² verbrannt, davon mehr als 90 % innerhalb der vergangenen beiden Wochen, verglichen mit einem Durchschnitt von 96 km² für den Zeitraum von 2008 bis 2020. Die am stärksten betroffene Region war der Inselnorden Euböas mit nahezu der Hälfte der verbrannten Gebiete.

#### Hitzewelle

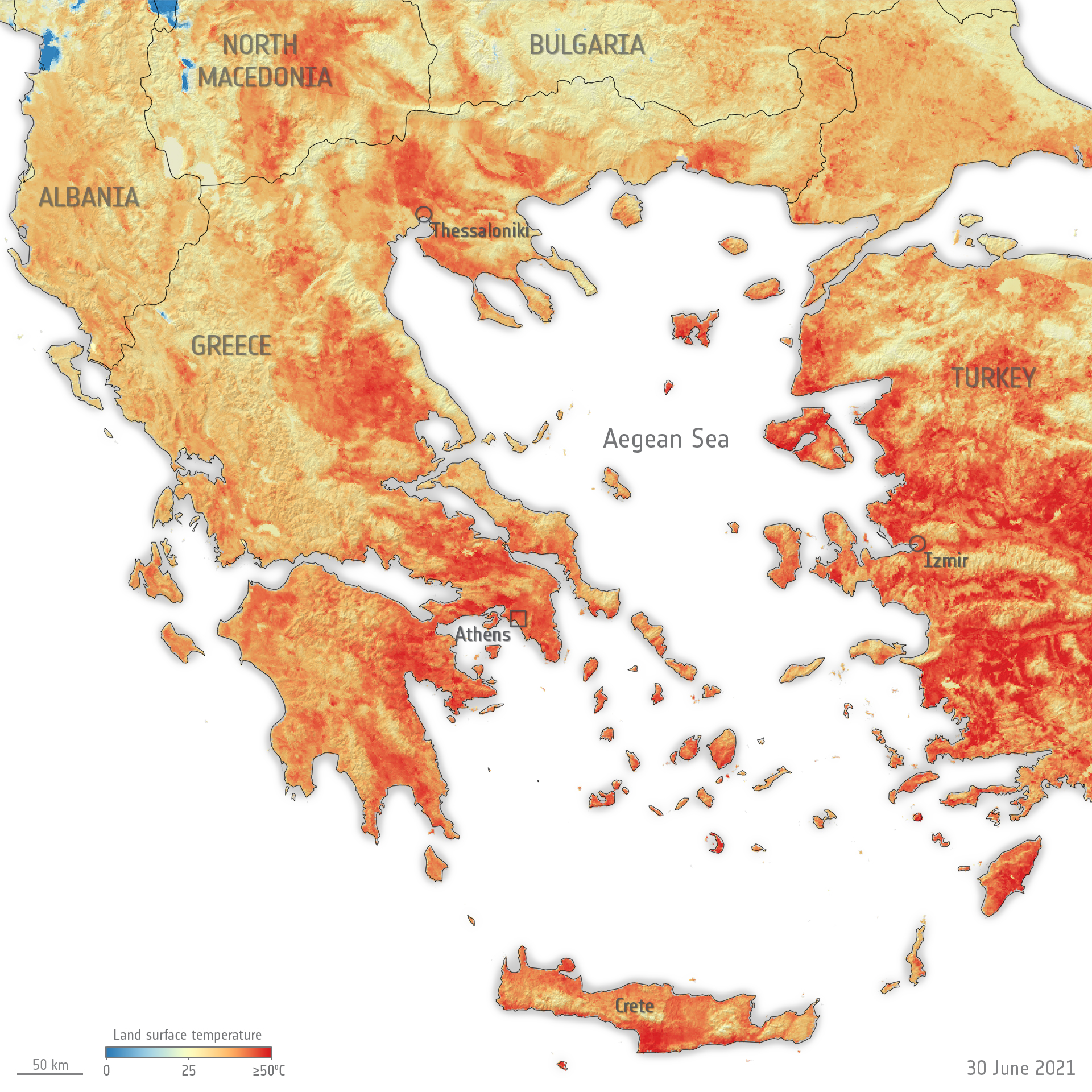
Landoberflächentemperatur bis ca. 50 °C, 2. Juli 2021

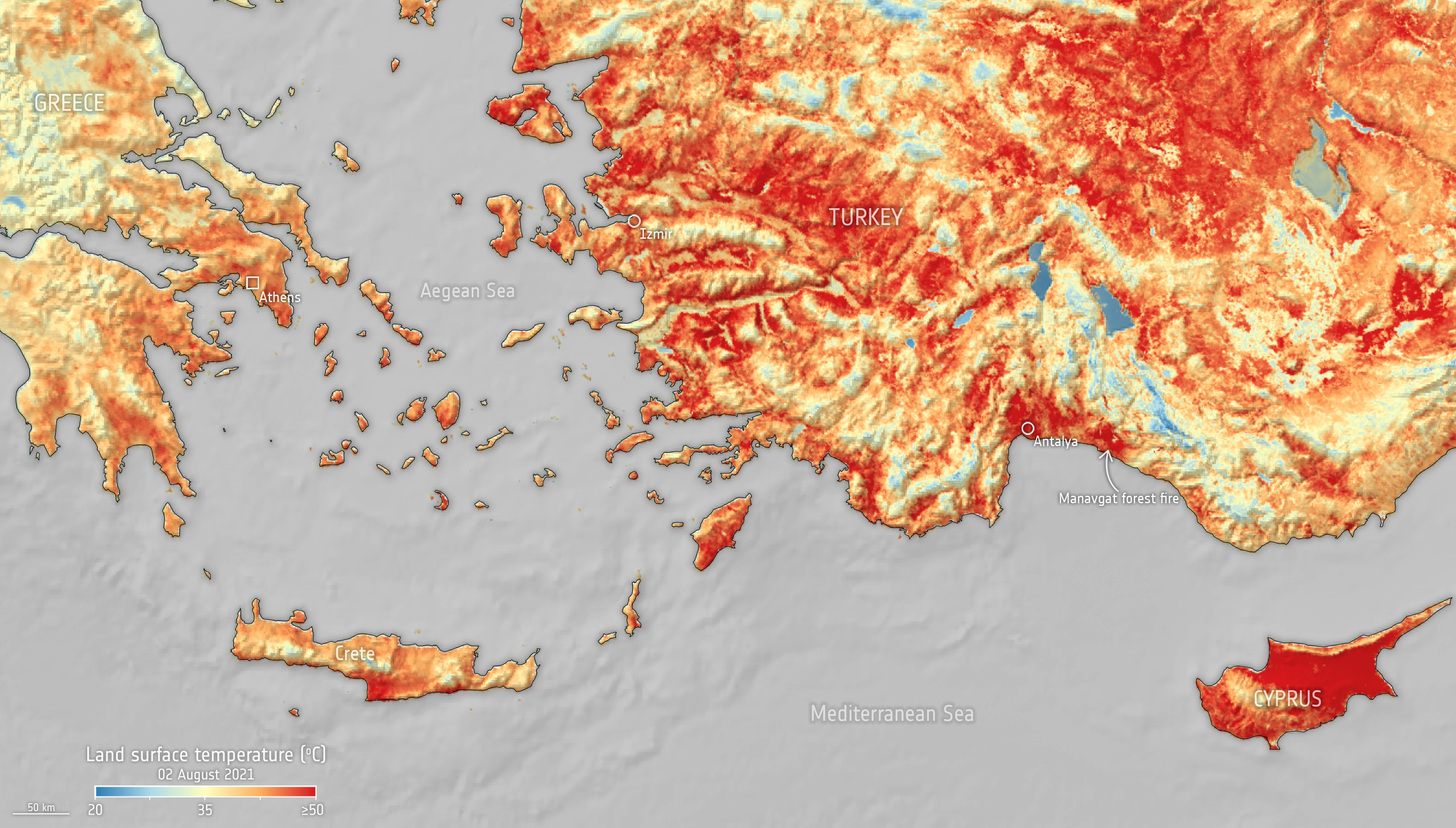
Landoberflächentemperatur bis ca. 50 °C in Zypern, 2. August 2021

Der Sommer 2021 war in Griechenland durch extrem hohe Temperaturen mit zwei ausgeprägten Hitzewellen gekennzeichnet, bei denen landesweit neue Temperaturhöchstwerte erreicht wurden. Vielerorts lagen die Temperaturabweichungen an mehr als der Hälfte der Sommertage über den Werten für den Vergleichszeitraum von 2010 bis 2019. Die Messstation im thessalischen Trikala registrierte an 72 von 92 Sommertagen höhere Temperaturen als im Vergleichszeitraum, Ioannina in Epirus verzeichnete 69 Tage.
Bereits zwischen dem 22. Juni und 2. Juli verzeichnete Griechenland eine 11-tägige landesweite Hitzeperiode, eine der zehn längsten Hitzewellen seit 1981. Sehr hohe Temperaturen kennzeichneten in Griechenland das Wettergeschehen im letzten Junidrittel 2021. Extrem hohe Lufttemperaturen, schwache Winde in Verbindung mit einer starken Sonneneinstrahlung begünstigten die Erhöhung der Oberflächentemperatur des Meeres um bis zu 4 °C gegenüber der Normaltemperatur und erreichte in der nördlichen Ägäis 29 °C. Die nahezu landesweit herrschenden Hitzebedingungen über elf Tage begünstigten die Entstehung von Waldbränden, im gleichen Zeitraum registrierte die Feuerwehr 428 Waldbrände. Seit ihrer Inbetriebnahme wurden an neun Wetterstationen Temperaturhöchstwerte gemessen. Am 1. Juli wurden an 78 automatischen Messstationen 40 °C erreicht oder überschritten, die höchste Temperatur bei Chania auf Kreta mit 44,3 °C gemessen.
Im Monatsverlauf war der Juli 2021 im Durchschnitt zum Vergleichsmonat der 2010er-Dekade der wärmste auf den Ägäisinseln und der zweitwärmste auf dem griechischen Festland. Der nationale Wetterdienst hatte Ende Juli eine Wetterwarnung mit Prognosen einer bevorstehenden Hitzewelle mit der höchsten Warnstufe herausgegeben. Ebenso warnte Meteoalarm, das Unwetterportal der Europäischen Wetteragentur EUMETNET, vor extrem hohen Temperaturen. Am 27. Juli veröffentlichte das Nationale Observatorium Athen Daten, die eine Hitzewelle von extrem langer Dauer mit Temperaturen über 43 °Celsius auf dem Festland sowie hohen Nachttemperaturen prognostizierten. In der ersten Phase würden bis zum 4. August sehr heiße Luftmassen aus Nordafrika in etwa 1500 Meter Höhe nordostwärts befördert. Aufgrund großer Druckunterschiede ist in der zweiten Phase zusätzlich zum Heißlufttransfer eine Abwärtsbewegung der Luftmassen und damit eine weitere Erwärmung verbunden. Nach einer weiteren Vorhersage des Nationalen Observatoriums vom 30. Juli sollten die hohen Temperaturen in Griechenland anhalten und am 2. August ihren Höhepunkt mit lokal über 45 °C erreichen. Die Autoren sprachen von einer „historischen Hitzewelle“.
Zwischen dem 27. Juli und dem 6. August verursachte der Zustrom sehr heißer Luft durch den Livas (Λίβας) aus südwestlicher Richtung die zweite Hitzewelle 2021. Zusätzlich blockierte ein starker Jetstream über dem zentralen Mittelmeer und Mitteleuropa Tiefdrucksysteme und den Zustrom kühlerer Luftmassen. Die Hitzewelle wurde durch ein sich langsam bewegendes Hochdruckgebiet über dem östlichen Mittelmeerraum verstärkt, einhergehend mit einer Abwärtsbewegung der Luftmassen, wodurch ein weiterer Temperaturanstieg verbunden war. Sie startete am 27. Juli im Nordwesten und Westen des Staates und hatte sich bis zum 29. Juli landesweit mit Temperaturen über 40 °C durchgesetzt. Am 30. Juli wurden an 107 Messstationen 40 °Celsius überschritten, bei Larisa die höchste Tagestemperatur von 44,3 °C erreicht. Für die erste Augustwoche wurde eine Fortdauer der Hitzewelle vorhergesagt. Am 2. August überschritten 143 Messstationen die 40 °C-Marke, 22 Stationen die 43 °C-Marke, die höchste Temperatur verzeichnete Makrakomi in Mittelgriechenland mit 46,3 °C. Am 3. August erreichte die Hitzewelle ihren Höhepunkt, mit absoluten Temperaturhöchstwerten in zahlreichen Orten. An 205 Messstationen überschritten die Temperaturen 40 °C, an 59 Stationen 43 °C, die absolute Höchsttemperatur wurde für Langadas nordöstlich von Thessaloniki mit 47,1 °C ermittelt. Als bemerkenswert wurde angesehen, dass am zweiten Tag in Folge die Temperatur von 46 °C im Netz der automatischen Wetterstationen des Nationalen Observatoriums überschritten wurde. Auch in den folgenden Tagen herrschten in ganz Griechenland sehr hohe Temperaturen. Am 4. August wurden an 108 Stationen 40 °C oder mehr erreicht, an 14 Stationen über 43 °C, die absolute Höchsttemperatur betrug in Arfara nördlich von Kalamata 45,4 °C. Am zehnten Tag der Hitzewelle, dem 5. August erreichten oder überschritten 129 Stationen 40 °C-Marke, die höchste Tagestemperatur wurde mit 45,2 °C erneut in Makrakomi gemessen.

#### Brände

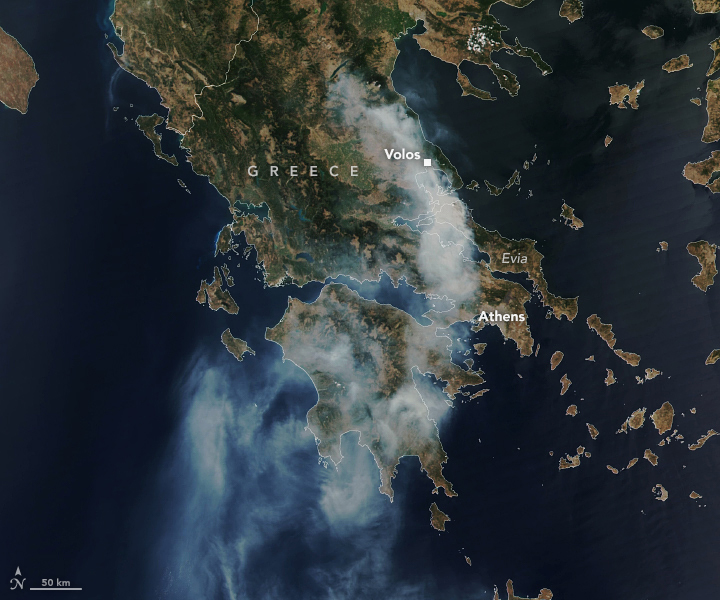
NASA-Satellitenaufnahme der Waldbrände in Griechenland, 8. August 2021

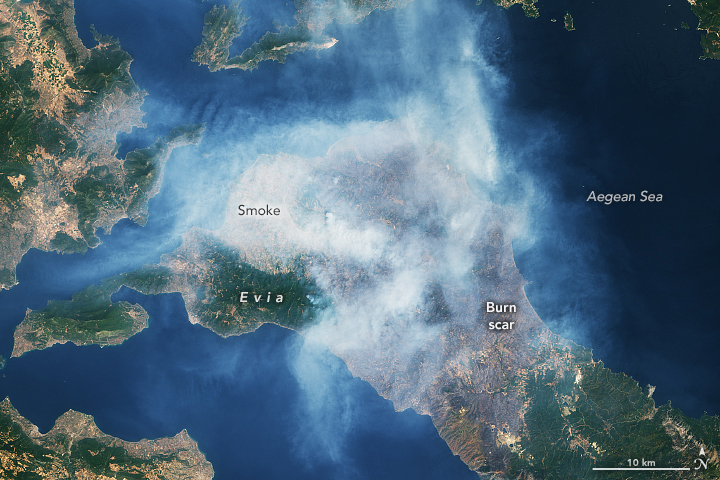
Waldbrände auf Euböa, 10. August 2021

Die griechische Zivilschutzbehörde hatte am 30. Juli aufgrund der Hitzewelle eine zunehmende Waldbrandgefahr ausgesprochen. Zuvor war es am 27. Juli zu einem größeren Feuerwehreinsatz in der attischen Gemeinde Dionysos am Nordhang des Pendeli gekommen. In Ziria in der Gemeinde Egialia im Norden der Peloponnes-Halbinsel war am 31. Juli 2021 ein Brand in einem Waldgebiet auf landwirtschaftliche Flächen und Wohngebiete von Ziria und dem Ortsteil Lambiri übergriffen und hatte eine Fläche von etwa 395 Hektar zerstört. Beide Orte mussten evakuiert werden, ebenso wie die Orte Kamares und Longos sowie ein Kinderferienlager mit 110 Kindern. Aus Sicherheitsgründen wurden die Autobahn 8 und die Nationalstraße 8 zwischen Patras und Korinth gesperrt. Im Norden der Insel Rhodos zerstörte am 1. August ein Brand Waldgebiete und landwirtschaftliche Nutzflächen mit Olivenkulturen von etwas über 11 km². Als Vorsichtsmaßnahme wurde das Dorf Psinthos evakuiert. Wegen der von der Zivilschutzbehörde ausgegeben höchsten Alarmstufe 5 ordnete der Gouverneur vorsorglich ein zeitlich begrenztes Betretungsverbot von Waldgebieten für die Inseln des Regionalbezirks Rhodos an.
Das Nationale Observatorium Athen erwartete mit dem Höhepunkt der Hitzewelle die höchste Gefahr für die Entstehung und Ausbreitung von Waldbränden. Berechnungen, basierend auf dem kanadischen Fire Weather Index (FWI), ergaben für weite Landesteile am 2. und 3. August ein sehr hohes bis höchstes Risiko. Aufgrund der anhaltenden Hitze und der leichten Entflammbarkeit von trockenem Totholz wurde dazu aufgerufen, in den folgenden Tagen jeglichen Einsatz von Feuer zu vermeiden, um die Entstehung von Bränden zu verhindern. Ebenso prognostizierte die Zivilschutzbehörde für den 2. August nahezu landesweit ein sehr hohes Brandrisiko der zweithöchsten Kategorie 4. Zivilschutz sowie Feuerwehren wurden in Alarmbereitschaft versetzt und die Bevölkerung aufgefordert, Aktionen zu unterlassen, die zu Bränden führen könnten. Für den 4. August wurde der Alarmstatus des Regionalbezirks Rhodos auf die höchste Kategorie 5 erhöht.
Bei Varybobi in der Athener Vorstadtgemeinde Acharnes an den Ausläufern der Parnitha war in einem dichten Waldgebiet am 3. August ein Brand ausgebrochen. Aufgrund der extrem trockenen Vegetation infolge der anhaltenden Dürre und Hitze der vergangenen Tage entwickelte das Feuer ein extremes Brandverhalten. Die eigene lokale Windzirkulation führte zur weiteren Ausbreitung der Feuerfronten.
Am 5. August gab es landesweit 86 neue Waldbrände. Drei davon – in Athen, auf dem Peloponnes und auf Euböa – sind „von gewaltigem Ausmaß“ (Premierminister Mitsotakis am Abend des 5. Augusts bei einer Ansprache im Staatsfernsehen). Mitsotakis warnte vor starken Westwinden am Freitag und vor einem „noch nie da gewesenen Zustand, weil die vergangenen Tage der Hitze und Trockenheit das Land in ein Pulverfass verwandelt haben“. Es wurde einige Tage lang verboten, Wälder zu betreten.
Eine Untersuchung des Nationalen Observatoriums von Athen unter Verwendung der CORINE-Landnutzungs-Kartierung der Europäischen Union ergab, dass etwa 23 % der Gesamtfläche Euböas von verschiedenen Waldarten bedeckt gewesen war. Nach Auswertung der aktuellen detaillierten Satellitenaufzeichnungen zerstörten die diesjährigen Brände etwa 33 % dieser Waldflächen. Von den insgesamt 508 km² verbrannter Flächen entfielen 275 km² auf Wälder und 34 km² auf Olivenhaine, die restlichen Flächen betrafen überwiegend andere landwirtschaftliche Kulturpflanzen sowie Gebiete mit Macchia und Phrygana. Nach einer weiteren Analyse des Nationalen Observatoriums zerstörten die Brände in den Festlandsgebieten Attikas bei Schino, Varybobi, Keratea und Vilia Flächen von insgesamt etwa 240 km². Davon entfallen 186 km² auf bewaldete Gebiete, was einem Flächenanteil von 16 % der attischen Wälder entspricht.

#### Folgen
Am 2. August fand im Nationalen Energiekontrollzentrum in Kryoneri ein Treffen zur Prüfung und Sicherstellung der Stromversorgung aufgrund der hohen Temperaturen statt. Unter Teilnahme von Führungskräften aus Ministerien sowie Netzbetreibern und Stromerzeugern sprach Premierminister Kyriakos Mitsotakis im Nachgang des Treffens „von der schlimmsten Hitze seit 1987“. Er bat die Bevölkerung ihren Stromverbrauch vor allem in den Spitzenzeiten so weit wie möglich zu reduzieren und die ständige Temperatur von Klimaanlagen auf mindestens 26 Grad einzustellen.

### Italien
Bis zum 5. August 2021 waren in Italien seit Beginn des Jahres mehr als 100.000 Hektar abgebrannt. Laut Umweltminister Roberto Cingolani sind 57,4 Prozent der Brände in Italien auf Brandstiftung zurückzuführen. 13,7 Prozent durch Fahrlässigkeit und nur etwa 2 Prozent aus natürlichen Gründen wie etwa einem Blitzeinschlag entstanden.
Die italienische Feuerwehr teilte mit, dass sie seit dem 15. Juni 2021 rund 37.400 Einsätze wegen Wald- und Buschbränden hatte – 16.000 Einsätze mehr als im gleichen Zeitraum des Jahres 2020.
In Italien bekämpften die Feuerwehren Brände im Westen Sardiniens und auf Sizilien. Starker Wind fachte die Flammen zusätzlich an; mehrere Löschflugzeuge waren im Einsatz. In Sizilien, wo viele Naturschutzgebiete Feuer gefangen haben, ist die Ursache zu einem Großteil auf Brandstiftung zurückzuführen. Neben bereits auf frischer Tat ertappten brandstiftenden Tierzüchtern beziehungsweise Fernweidewirten, die mit der Brandrodung auf frisches Gras und mehr Platz für ihre Tiere hoffen, wird vermutet, dass neben Bauern auch Unternehmen, darunter solche der sizilianischen Mafia, die Entstehung von Nationalparks in Italien zu verhindern versuchen. Vermutet wurde diesbezüglich, dass durch die Brandlegung Flächen – die noch nicht als Naturschutzgebiet ausgewiesen wurden – ihren Wert verlieren, was sie attraktiv für Unternehmen macht, die darauf bauen oder anbauen wollen.
Seit Beginn des Jahres 2021 sind in Sizilien 80 Quadratkilometer Fläche abgebrannt.
Viele der 19.000 Waldarbeiter im Dienst der Region sind befristet angestellt. Offenbar haben manche das Motiv, nach einem Feuer längere Beschäftigungszeiten und möglichst Rentenbeiträge für das gesamte Jahr zu erhalten. Die seit März 2020 grassierende COVID-19-Pandemie in Italien hat viele Menschen (speziell in Tourismusregionen) hart getroffen. Im Osten Siziliens brannte es am 30. Juli bei Catania. Der Flughafen Catania stellte kurzzeitig den Betrieb ein.
Am 11. August 2021 wurde in Syrakus auf Sizilien mit 48,8 °C ein neuer Hitzerekord für die WMO Region VI (Kontinentaleuropa und Teile Asiens) verzeichnet.

### Spanien
Im Nordosten rund 100 Kilometer westlich von Barcelona sind mehrere Waldbrände außer Kontrolle geraten. Die Waldbrände haben bisher 1100 Hektar Wald- und Ackerland zerstört. Es mussten mehr als 80 Menschen ihre Häuser verlassen. Neben der Feuerwehr waren auch Soldaten des spanischen Militärs im Einsatz. Auch Südspanien ist von den Waldbränden betroffen. Rund 600 Hektar Wald in einem Naturschutzgebiet in der Nähe von Huelva wurden vernichtet.
Am 13. August 2021, während der bisher stärksten Hitzewelle des Sommers, wurden vielerorts deutlich über 40 Grad gemessen, auch in der Metropolregion Madrid, wo 6,4 Millionen Menschen leben.
Wie der staatliche Wetterdienst AEMET mitteilte, wurden in der Provinz Córdoba 46,1 Grad gemessen. Im Juli 2017 war dort ein Landesrekord von 46,9 Grad gemessen worden.

### Türkei

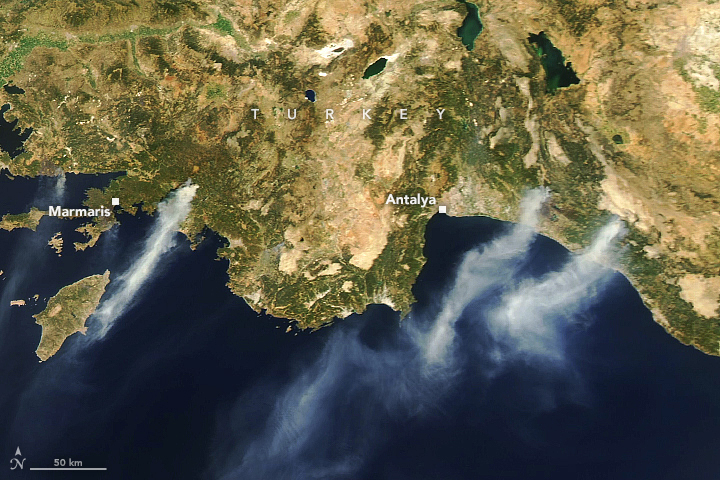
Feuer in der Türkei, 3. August 2021, Satellitenbild der NASA

In der Türkei kam es ab dem 28. Juli 2021 zu Waldbränden und einer Hitzewelle mit Temperaturen von 40 Grad. Die Provinzen entlang des Mittelmeers (Mugla, Antalya, Mersin, Adana, Hatay) waren besonders betroffen oder gefährdet. In fünf Provinzen wurden Regionen zu Katastrophengebieten erklärt.
Starke Winde fachten die Waldbrände an und erschwerten die Löscharbeiten; Brandstiftung wurde nicht ausgeschlossen.
Der Staatssender TRT beschuldigte die PKK, sie würde Feuer legen. Engin Özköc, der stellvertretende Fraktionsvorsitzende der oppositionellen CHP im türkischen Parlament, sagte, für Sabotage gebe es keine Belege.
Erdogan behauptete am 4. August 2021, der Staat sei erfolgreich gegen die Brände vorgegangen. Er beschuldigte die Opposition, sie habe „Lügen-Terror“ verbreitet.
Die Stadt Manavgat war besonders betroffen. Dort weht der starke Nordwind Poyraz durch das Tal des Flusses.
Forstminister Bekir Pakdemirli twitterte Ende Juli, von insgesamt 98 Bränden, die seit dem 27. Juli ausgebrochen waren, seien 88 unter Kontrolle.
2020 wurden acht große Waldbrände registriert; sie waren zu sechs verschiedenen Zeiten ausgebrochen. Seit dem 28. Juli 2021 habe es zehn große Waldbrände gegeben, die mindestens drei Tage brannten. Pakdemirili führte das auf die ungewöhnlich hohen Temperaturen in Verbindung mit den heftigen Winden zurück.
Durch die Feuer wurden (Stand 1. August 2021) mehr als 800 Menschen verletzt und acht Menschen getötet.
Am 2. August wurde die Zahl der Brände mit 129 beziffert; sie loderten in über 30 (von 81) Provinzen. Die Türkei hatte keine eigenen Löschflugzeuge.
Am 3. August waren laut türkischer Regierung 125 von 132 Großfeuern eingehegt. Sechs Provinzen waren betroffen: Antalya, Adana, Mugla, Izmir, Isparta und in Denizli. Besonders stark betroffen blieb die Urlaubshochburg Antalya.
Am 4. August waren laut offiziellen Angaben von 150 Waldbränden 137 unter Kontrolle und die meisten von ihnen gelöscht.
Das Tourismusgeschäft der Türkei war (Stand 9. August 2021) kaum von der Hitzewelle und den Waldbränden betroffen.
RTÜK, der Rundfunkrat der Türkei, verhängte am 11. August 2021 Strafen gegen fünf TV-Sender: Fox TV, KRT, Tele 1, Halk TV und Haber Türk TV. Beiträge hätten Angst und Panik verbreitet und seien beleidigend gegenüber der Regierung gewesen. Im RTÜK hatten die Regierungspartei AKP und ihr ultranationalistischer Partner MHP eine Mehrheit. Erdogan hatte zuvor bereits Kritik der Opposition als „Lügen-Terror“ diffamiert.
Am 14. August stürzte ein russisches Löschflugzeug vom Typ Be-200 ab, nachdem es einen Waldbrand in der Provinz Kahramanmaraş nahe der Grenze zu Syrien bekämpft hatte.
Früher hatte die Türkei mehrere Löschflugzeuge; damit half sie auch oft bei Bränden in Nachbarstaaten. Präsident Erdoğan musste nach dem Beginn der Waldbrände 2021 zugeben, dass die Türkei derzeit kein einziges flugfähiges Löschflugzeug mehr habe, nur noch Hubschrauber. Die Regierung hatte den Brandschutz outgesourct und sich jahrelang nicht mehr für die Löschflugzeuge und ihre Crews interessiert.
2003 hatte die erste AKP-Regierung (Kabinett Erdoğan I) die einheimische Produktion von Löschflugzeugen eingestellt.

## Gesamteuropäische Reaktionen
Die EU-Kommission hat am 1. August das EU-Katastrophenschutzprogramm für einige Regionen des Mittelmeerraums und des westlichen Balkans aktiviert, um die anhaltenden Waldbrände zu bekämpfen. Am 4. August wurden zwei Canadair-Löschflugzeuge aus Frankreich nach Italien zum Löschen entsandt. Griechenland erhält zwei Löschflugzeuge aus Zypern und ein Einsatzteam, das am Boden hilft. Aus Tschechien und den Niederlanden kamen zwei Hubschrauber zur Unterstützung der Einsätze in Albanien. Slowenien schickte ein Team von 45 Feuerwehrleuten nach Nordmazedonien. Auch die Türkei, die kein Mitglied der EU ist, aktivierte am 1. August das EU-Katastrophenschutzprogramm; die EU-Kommission schickte ein Canadair-Löschflugzeug aus Kroatien und zwei Canadair-Flugzeuge aus Spanien. Die Löschflugzeuge sind Teil von rescEU, der europäischen Reserve von Einsatzmitteln für den Katastrophenschutz. Die ganzen Hilfen wurden über das EU-Katastrophenschutzverfahren mobilisiert, bei dem die EU mindestens 75 % der Transportkosten trägt. Deutschland schickte Feuerwehrfahrzeuge nach Griechenland. In Nordmazedonien sind seit 6. August nach Anforderung über die EU auch Feuerwehren aus Niederösterreich und der Steiermark mit ihren Fahrzeugen in Einsatz. Die Ablöse erfolgt über eine Luftbrücke. Von Salzburg aus unterstützen Feuerwehren die Wehren in Griechenland.
Nach dem Ersuchen der griechischen Behörden um Unterstützung bei der Bekämpfung der Waldbrände entsandte die Schweiz am 7. August 2021 eine Feuerbekämpfungseinheit und 3 Helikopter Super-Puma nach Griechenland. Sie werden unterstützt vom Schweizerischen Korps für humanitäre Hilfe und helfen von einer Basis bei der Flughafenfeuerwehr des Internationalen Flughafens Athen aus der griechischen Feuerbrigade beim Löschen von Brandherden auf Euböa.

## Kontext
Neben südeuropäischen Staaten und der Türkei war Nordafrika ebenfalls stark von Waldbränden betroffen. Im gesamten Mittelmeerraum waren die Waldbrände des Jahres 2021 die zweitgrößten seit Beginn der Aufzeichnungen. Übertroffen wurden sie nur von den Bränden des Jahres 2017.
2021 gab es unter anderem eine starke Hitzewelle in Nordamerika 2021 und in Osteuropa und Sibirien 2021.
Auch 2015, 2017, 2018, 2019 und 2020 gab es bereits Hitzewellen in Europa (→ Hitzewellen in Europa 2015, Hitze und Unwetter in Europa 2017, Dürre und Hitze in Europa 2018, Hitzewellen in Europa 2019).
Die Meeresoberflächentemperatur wird unter anderem durch Satelliten des Copernicus-Programms gemessen (siehe auch Sentinel-3).
Das Wasser im Mittelmeer war im Juli 2021 2 bis 3 Grad wärmer als sonst. Dadurch werden im Herbst Medicanes (hurrikanartige Wirbelstürme auf dem Mittelmeer) wahrscheinlicher.